# Ландарский, Роберт Ефимович
Роберт Ефимович Ландарский — современный белорусский художник-живописец. Заслуженный деятель искусств Республики Беларусь (2003).

## Образование
Р. Е. Ландарский родился 1 апреля 1936 года в Гомеле. Его отец возглавлял пригородный колхоз. Летом, во время каникул, будущий художник с увлечением работал в поле. Поэтому темы сельской жизни и природы не случайны в творчестве художника.
В 1958 году окончил Гомельский пединститут. С 1961 по 1966 годы учился в Институте живописи, скульптуры и архитектуры имени Ильи Репина в Ленинграде. По окончании преподавал рисунок в гомельской средней школе №10 и черчение в гомельском филиале Белорусского политехнического института.
С 1972 года — в Гомельских художественно-производственных мастерских Художественного фонда БССР.
С 1979 года — член Белорусского союза художников, на протяжении многих лет возглавлял Гомельскую областную организацию Союза художников.

## Творчество
Работает в станковой живописи в жанре пейзажа и фигуративной картины, хотя выставочную деятельность начал с работ акварелью. 
Художнику превосходно удавалось изображение людей. Все персонажи имели характер и яркую индивидуальность. Все  рассказывали свои истории. Это «Лето моего детства» с белокурым мальчишкой и жеребёнком, «Тёплый вечер», где молодая женщина нежно прижимает к груди дитя, «Майский дождик» с девочкой, радостно распахнувшей окна, и другие трогательные образы. 
Особое место занимают картины о войне. Среди них — «Июнь 41 года», «Баллада о матери». Художник посвятил героизму людей большую часть своих произведений. Когда началась война, Роберту было 5 лет. В его памяти эти трагические события остались навсегда, что отразилось в его творчестве.
Так же работал в жанре пейзажа (полотна «Бабье лето», «Весна на Полесье», «Вечерняя мелодия» и другие). Написал множество работ на сельскую тематику.

Роберт Ландарский, Дмитрий Олейник (1929—2003) и Николай Казакевич (1934 года рождения) создали ответвление гомельской художественной школы под названием «Гомельский импрессионизм». Весёлая атмосфера, яркие яркие цвета и отсутствие черноты. Роберт Ландарский помнит реакцию коллег на республиканских выставках: 
«… Все посещали наш выставочный павильон на Республиканских выставках, чтобы познакомится с нашими новаторскими работами. Они отличались от остальных работ представленных на выставках. Художник Дмитрий Полянков сравнил работы большинства художников с „коричневыми дверцами печи“. Но наши работы были яркими». Вначале было много критики со стороны старших коллег, но довольно скоро наша манера завоевала аудиторию и последователей.
В 1980-е годы написал триптих «Боль моя, Беларусь» о событиях на Чернобыльской АЭС.

## Награды
В 1979 году он получил звание Заслуженный деятель искусств Белорусской ССР.
В 2003 году Роберт Ландарский был удостоен звания Заслуженный деятель искусств Белоруссии.
За плодотворную деятельность Роберт Ландарский награжден медалью Белорусского союза художников «За заслугі ў выяўленчым мастацтве», почетными грамотами Верховного Совета БССР, Министерства культуры БССР, Министерства просвещения БССР, ОО «Белорусский союз художников».

## Коллекции
Работы Ландарского находятся в публичных собраниях:
- Национальный художественный музей, Минск.
- Фонды Белорусского союза художников.
- Музей современного изобразительного искусства, Минск.
- Третьяковская галерея, Москва.
- Музей современного искусства, Франкфурт.
- Музей Нью-Брансуик, США.
- Музей современного искусства, Могилёв.
- Музей современного искусства, Вена.

Роберт Ефимович — активный участник международных, зарубежных, всесоюзных, республиканских, областных, передвижных и персональных выставок, Декады белорусского искусства в Москве, групповой выставки в Государственной Думе России.
Неоднократный участник и организатор Международных и славянских пленэров живописи. По инициативе Ландарского была проведена объединённая передвижная выставка трех городов: Брянск—Чернигов—Гомель и передвижная выставка художников ГОО ОО БСХ по районным городам Гомельской области.
Работы Роберта Ландарского находятся в частных коллекциях во Франции, Японии, США, Германии Австрии, Италии, Японии, Польши и Эстонии.